# مارتين كارول
مارتين كارول (بالفرنسية: Martine Carol)‏ (ولدت باسم ماري لويز جين نيكول مورير؛ 16 مايو 1920 - 6 فبراير 1967) كانت ممثلة سينمائية فرنسية. لقد تم تصويرها في كثير من الأحيان على أنها الفاتنة الشقراء الأنيقة. خلال أواخر الأربعينيات وأوائل الخمسينيات من القرن العشرين، كانت رمزًا جنسيًا رائدًا، وصاحبة أعلى شباك للتذاكر في السينما الفرنسية، وكانت تعتبر النسخة الفرنسية من مارلين مونرو الأمريكية. أحد أدوارها الأكثر شهرة كان دور الشخصية الرئيسية في فيلم لولا مونتيس (1955)، من إخراج ماكس أوفولس، في دور يتطلب شعرًا داكنًا. ومع ذلك، مع حلول أواخر الخمسينيات من القرن الماضي، أخذت عروض الأدوار عليها في السينما تنخفض، ويرجع ذلك جزئيًا إلى تقديم بريجيت باردو عليها.

## حياتها المبكرة
وُلدت ماري لويز مورير (أو ماري لويز جين نيكول مورير) في سان ماندي، فال دو مارن، ودرست التمثيل على يد رينيه سيمون، حيث بدأت مسيرتها المسرحية في عام 1940.
بعد الأدوار السينمائية التي لعبتها دون الإشارة إليها في فيلم "الأخير من بين الستّة" (The Last of the Six) (1941)، وفيلم "الغرباء في المنزل"(The Strangers in the House) (1942)) حصلت على دور سينمائي خاص بها في عام 1943، في فيلم Wolf Farm.

## وفاتها
توفيت في 6 فبراير 1967 بمونت كارلو في موناكو بسبب نوبة قلبية.

## أعمالها السينمائية

### أفلام
- (1955) مذكرات الرائد طومسون
- (1956) حول العالم في 80 يوما[3][4][5]

## وصلات خارجية
- مارتين كارول على موقع IMDb (الإنجليزية)
- مارتين كارول على موقع الموسوعة البريطانية (الإنجليزية)
- مارتين كارول على موقع روتن توميتوز (الإنجليزية)
- مارتين كارول على موقع مونزينجر (الألمانية)
- مارتين كارول على موقع ألو سيني (الفرنسية)
- مارتين كارول على موقع تيرنر كلاسيك موفيز (الإنجليزية)
- مارتين كارول على موقع أول موفي (الإنجليزية)
- مارتين كارول على موقع قاعدة بيانات الأفلام السويدية (السويدية)
- مارتين كارول على موقع إن إن دي بي (الإنجليزية)
- مارتين كارول على موقع قاعدة بيانات الفيلم (الإنجليزية)